# Adelaide de Saxe-Meiningen (1891—1971)
Adelaide de Saxe-Meiningen (16 de agosto de 1891 - 25 de abril de 1971) era filha do príncipe Frederico João de Saxe-Meiningen e da condessa Adelaide de Lippe-Biesterfeld.

## Família
O pai de Adelaide era Frederico João de Saxe-Meiningen, o filho mais novo de Jorge II, Duque de Saxe-Meiningen, e sua segunda esposa Teodora de Hohenlohe-Langemburgo. Ela tinha cinco irmãos, Feodora de Saxe-Meiningen; Jorge, Príncipe de Saxe-Meiningen; Ernesto de Saxe-Meiningen; Luísa de Saxe-Meiningen e Bernardo, Príncipe de Saxe-Meiningen.
A mãe de Adelaide era a filha mais velha de Ernesto, Conde de Lipa-Biesterfeld, que foi regente do principado de Lipa por sete anos.

## Casamento
Adelaide se casou com o príncipe Adalberto da Prússia em 3 de agosto de 1914 em Wilhelmshaven, Schleswig-Holstein, Alemanha. Ele era um filho mais novo do Kaiser Guilherme II da Alemanha.
Ela e o príncipe Alberto tiveram três filhos:
| Nome             | Nascimento              | Morte                  | notas |
| ---------------- | ----------------------- | ---------------------- | --- |
| Vitória Marina   | 4 de setembro de 1915   | 4 de setembro de 1915  | filha natimorta |
| Vitória Marina   | 11 de setembro de 1917  | 21 de janeiro de 1981  | que se casou com Kirby Patterson um advogado americano, com descendência.                                                           |
| Guilherme Victor | 15 de fevereiro de 1919 | 7 de fevereiro de 1989 | que se casou em 20 de julho de 1944, com a condessa Maria Antoinette Hoyos (27 de junho 1920-1 de março de 2004), com descendência. |

Adelaide morreu em 25 de abril de 1971 em La Tour-de-Peilz, Suíça. O marido dela tinha morrido 23 anos antes, em 22 de setembro de 1948, no mesmo local.

## Títulos e estilos
- 16 de agosto de 1891 - 3 de agosto de 1914: Sua Alteza Sereníssima a princesa Adelaide de Saxe-Meiningen
- 3 de agosto de 1914 - 25 de abril de 1971: Sua Alteza Real a princesa Adalberto da Prússia